# Franco Dinelli
Franco Dinelli (Pola, 22 dicembre 1937 – La Spezia, 21 settembre 2023) è stato un calciatore e allenatore di calcio italiano, di ruolo portiere.

## Carriera
Giocò due stagioni in Serie A nell'Udinese.

## Palmarès

### Club

#### Competizioni nazionali
- Campionato Interregionale: 1

Spezia: 1957-1958